# (4036) Whitehouse
(4036) Whitehouse ist ein Hauptgürtelasteroid, der am 21. Februar 1987 von Henri Debehogne von der Europäischen Südsternwarte aus entdeckt wurde.
Der Asteroid wurde nach dem britischen Wissenschaftsjournalisten und Astrophysiker David Robert Whitehouse (* 1956) benannt.